# The Best (альбом Ані Лорак)
The Best — альбом Ані Лорак, випущений у 2010 році, куди ввійшли її 20 найкращих пісень, багато з яких стали хітами.

## Список пісень
1. Солнце
2. С первого взгляда
3. Расскажи
4. Три звичних слова
5. Там, де ти є (акустична версія)
6. Увлечение (дует з Тимуром Родрігезом)
7. А дальше…
8. Я с тобой
9. Мой ангел
10. Мрій про мене
11. Верни мою любовь (дует з Валерієм Меладзе)
12. Небеса-ладони
13. Я вернусь
14. Авто
15. Зеркала
16. Я стану морем
17. Чекаю
18. Мої бажання
19. Полуднева спека
20. Shady Lady